# Scopula subpunctaria
Scopula subpunctaria är en fjärilsart som beskrevs av Herrich-Schäffer 1847. Scopula subpunctaria ingår i släktet Scopula och familjen mätare. Inga underarter finns listade.